# Gustavo Carrasco
Gustavo Alejandro Carrasco (Buenos Aires, Argentina, 15 de enero de 1968) es un exfutbolista argentino que jugaba como defensor.

## Trayectoria

### San Lorenzo
Carrasco debutó con San Lorenzo en 1989. Su primera etapa en el club fue hasta 1990. En la temporada 1991/92 volvió al club.

### Talleres de Remedios de Escalada
En 1990 pasó a Talleres de Remedios de Escalada. En el rojo de Escalada disputó una temporada.

### Racing de Córdoba
En 1992 se sumó a Racing de Córdoba. Jugó en la academia cordobesa hasta 1993.

### All Boys
Para la temporada 1993/94 pasó a All Boys. En el albo estuvo una temporada.

### Los Andes
En 1994 se unió a Los Andes. Jugó rn el mil rayitas hasta el año 1996.

### Atlético Tucumán
De cara a la temporada 1996/97 se mudó a San Miguel de Tucumán y se sumó a Atlético Tucumán. En el decano tuvo un corto paso.

### Tristán Suárez
Luego de su paso por Atlético, llegó a Tristán Suárez, donde se retiró del fútbol.

## Clubes
| Club                             | País      |
| -------------------------------- | --------- |
| San Lorenzo                      | Argentina |
| Talleres de Remedios de Escalada | Argentina |
| Racing de Córdoba                | Argentina |
| All Boys                         | Argentina |
| Los Andes                        | Argentina |
| Atlético Tucumán                 | Argentina |
| Tristán Suárez                   | Argentina |